# Telmatothrix
Telmatothrix is een geslacht van kreeftachtigen uit de klasse van de Malacostraca (hogere kreeftachtigen).

## Soort
- Telmatothrix powelli Manning & Holthuis, 1981